# Friedhelm Erwe
Friedhelm Erwe (* 23. Juli 1922 in Herne; † 1. Juli 2021 in Aachen) war ein deutscher Mathematiker.
Erwe studierte Mathematik und Physik in Münster und Bonn und wurde 1952 an der Universität Bonn bei Ernst Peschl promoviert (Über die Schlichtheitsschranken gewisser Funktionenfamilien). 1956 habilitierte er sich in Bonn und wurde dort 1962 außerplanmäßiger Professor und 1963 wissenschaftlicher Rat und Professor. 1966 wurde er ordentlicher Professor an der RWTH Aachen.
Er befasste sich mit Funktionentheorie und Limitierungstheorie. Von ihm stammen Lehrbücher über Analysis und Differentialgleichungen (sein Lehrbuch über gewöhnliche Differentialgleichungen von 1961 wurde auch ins Spanische übersetzt und sein Analysis-Lehrbuch ins Spanische und Englische).

## Schriften
- Differential- und Integralrechnung, 2 Bände, BI Hochschultaschenbücher, 2 Bände 1962, 1973
- Gewöhnliche Differentialgleichungen, BI Hochschultaschenbücher 1961, 2. Auflage 1967
- mit Ernst Peschl: Partielle Differentialgleichungen erster Ordnung, BI Hochschultaschenbücher Band 87 1973, ISBN 3-411-00087-2
- Reelle Analysis, BI Hochschultaschenbücher 1978